# Willie Pastrano
Willie Pastrano (* 27. November 1935 in Miami, Florida; † 6. Dezember 1997 in New Orleans) war ein US-amerikanischer Boxer. Er war Weltmeister der Berufsboxer im Halbschwergewicht.

## Werdegang
Willie Pastrano ist in New Orleans in ärmlichen Verhältnissen aufgewachsen. Als Jugendlicher war er sehr dick und beschloss deshalb mit seinem Freund Ralph Dupas mit dem Boxtraining zu beginnen. Er nahm dabei stark ab und zeigte für das Boxen großes Talent. Sein erster Trainer war Whitney Esneault, der auch sein erster Manager wurde, als Willie Pastrano schon mit 16 Jahren Profiboxer wurde. In den ersten drei Jahren boxte er hauptsächlich in New Orleans und einige Male auch in Miami Beach. Seinen ersten Kampf bestritt er dabei am 10. September 1951 in New Orleans. Er besiegte dabei Domingo Rivera im Weltergewicht nach Punkten.
Auf Veranlassung von Whitney Esneault übernahm Mitte der 1950er Jahre Angelo Dundee, der später als Trainer von Cassius Clay alias Muhammad Ali weltberühmt werden sollte, das Training von Willie Pastrano und Ralh Dupas. Willie Pastrano machte dabei rasche Fortschritte. So besiegte er am 29. März 1954 und am 24. August 1954 Jimmy Martinez, am 12. April 1954 den Franzosen Jaques Royer Crezy und am 23. März 1955 in Chicago Al Andrews jeweils nach 10 Runden nach Punkten.
Es folgten zwei Siege, die ihn auf einen Schlag in der US-amerikanischen Boxszene bekannt machten. Am 28. Juni 1955 gewann Willie Pastrano in New Orleans über den erfahrenen Ex-Weltmeister im Halbschwergewicht Joey Maxim nach Punkten und am 27. Juni 1955 besiegte er in New Orleans auch Chuck Spieser, der als große US-amerikanische Hoffnung im Halbschwergewicht galt, nach Punkten. Chuck Spieser besiegte er auch in weiteren Begegnungen am 27. Januar 1956 und am 30. Mai 1956 nach Punkten. Am 19. Dezember 1955 hatte er in New Orleans schon den lange Jahre als große weiße Boxhoffnung im Schwergewicht geltenden Rex Layne nach Punkten besiegt.
In den Jahren 1957 bis 1960 kämpfte Willie Pastrano nur im Schwergewicht. Er besiegte dabei unter anderem die Briten Dick Richardson, Brian London und Joe Bygraves und auch den Berliner Billy Besmanoff, verlor aber auch gegen Joe Erskine, in der Revanche gegen Brian London und gegen seinen Landsmann Alonzo Johnson. Gegen Alonzo Johnson, der zu den besten US-amerikanischen Schwergewichtler jener Jahre zählte, gewann er dann am 6. Mai 1960 in Louisville, Kentucky, nach Punkten. Zu Beginn der 1960er Jahre trainierte Willie Pastrano auch sehr viel mit Cassius Clay, der ja ebenfalls von Angelo Dundee auf seine Kämpfe vorbereitet wurde. Beide Boxer ähnelten sich im Stil und der 18-jährige Clay sah sich von dem erfahrenen Willie Pastrano, der schon 10 Jahre lang Berufsboxer war, sicherlich die eine oder andere technische Finesse ab. Der beste Schlag von Willie Pastrano war seinerzeit die linke Gerade, mit der er so manchen Kampf für sich entschieden hat.
Am 28. Mai 1962 stand Willie Pastrano, der wieder in das Halbschwergewicht abtrainiert hatte, in Los Angeles dem sagenumwobenen Ex-Weltmeister Archie Moore gegenüber. Er lieferte diesem Box-Methusalem einen hervorragenden Kampf, der unentschieden ausging. Am 1. Juni 1963 boxte Willie Pastrano in Las Vegas gegen den amtierenden Weltmeister im Halbschwergewicht Harold Johnson, der ein Jahr vorher in Berlin Bubi Scholz ausgepunktet hatte, um die Weltmeistertitel der WBC und der WBA um den Titel im Halbschwergewicht. Willie Pastrano gewann diesen Kampf mit 2:1 Punktrichterstimmen und war damit neuer WBC- und WBA-Weltmeister im Halbschwergewicht.
Es gelang ihm, diese Titel am 10. April 1964 in New Orleans durch einen technischen KO-Sieg in der 6. Runde über den Argentinier Gregoria Manuel Peralta und am 30. November 1964 in Manchester durch einen techn. KO-Sieg in der 11. Runde über den englischen Ex-Weltmeister im Mittelgewicht Terry Downes zu verteidigen.
Am 30. März 1965 verteidigte Willie Pastrano seine Titel gegen den US-Amerikaner José Torres und unterlag durch technisches KO in der 9. Runde. Die Titel gingen damit an Jose Torres. Willie Pastrano kehrte nach dieser Niederlage nicht mehr in den Ring zurück.
2001 fand Pastrano Aufnahme in die International Boxing Hall of Fame.

## Nach dem Boxen
Willie Pastrano, der schon mit 19 Jahren geheiratet hatte und mit seiner Frau Faye fünf Kinder hatte (nach einer anderen Quelle neun), war schon nach kurzer Zeit, obwohl er als Profiboxer nicht schlecht verdient hatte, mittellos. Er versuchte sich kurze Zeit als Filmschauspieler, war damit aber nicht erfolgreich. 1969 trainierte er für ein Comeback als Boxer, das aber nie zustande kam. Schließlich landete als Türsteher von Bars und als Empfangschef eines Casinos in Reno. In jenen Jahren bekam er auch Probleme mit Rauschgift (Heroin). Als er von der Stadt New Orleans ein Angebot bekam, als Jugendtrainer für das Boxen in kommunale Dienste zu treten, nahm er an und bekam sein Leben wieder in den Griff. Er verstarb im Alter von 62 Jahren in New Orleans.